# Hinrichshagen (Vorpommern)
Hinrichshagen ist eine Gemeinde im Landkreis Vorpommern-Greifswald. Sie wird vom Amt Landhagen mit Sitz in Neuenkirchen verwaltet. 

## Geografie und Verkehr
Hinrichshagen liegt etwa drei Kilometer südwestlich von Greifswald direkt an der Stadtmark, südlich des Flusses Ryck. Durch die Gemeinde verläuft die B 109 als Umgehungsstraße für Greifswald.
Die Bundesautobahn 20 ist über die Anschlussstelle Greifswald in etwa neun Kilometern Entfernung erreichbar.

## Ortsteile
| - Hinrichshagen - Hinrichshagen Chausseesiedlung - Hinrichshagen Feldsiedlung - Hinrichshagen Heimsiedlung | - Hinrichshagen Hof I - Hinrichshagen Hof II - Neu Ungnade | Wüstungen und Wohnplätze im Gemeindebereich - Hohenmühl-Cresniz (Wüstung) - Buchenberg (Wohnplatz) - Marquardeshagen (Wüstung) |

## Geschichte

### Hinrichshagen
Die Siedlung entstand durch Rodung der Wälder und dem Trockenlegen von Sümpfen, die dem Kloster Eldena gehörten. Hinrichshagen war die älteste Ansiedlung, die dem Kloster Eldena zugehörig wurde.
Hinrichshagen wurde erstmals 1248 als Henrikeshaghen urkundlich erwähnt. Nach vielen unterschiedlichen Schreibweisen wurde dann erstmals 1631 die aktuelle Schreibweise genutzt.
In der genannten Urkunde bestätigte Herzog Wartislaw III. 1248 den Besitz des Klosters Eldena an dem Ort einschließlich einer Mühle namens „Diupnitz“.
1250 wurde der Ort „Marquardshagen“ genannt, der kurz danach in Hinrichshagen aufging. Dieser Name wurde nur einmal in der Urkunde des Papstes Innozenz IV. für das Kloster genannt. Dienste, bestimmte Abgaben und kleinere Grundstücke wurden in der Folge oft verkauft, wieder gekauft und verliehen.
In den Karten wird Hinrichshagen an einer Stelle verzeichnet, die ca. 350 Meter von dem Ort Hinrichshagen Hof II, bzw. vorher Hinrichshagen Dorf entfernt liegt. Es ist ein kleiner Wohnplatz, der aber wohl nicht als Ursprung der Ortschaft Hinrichshagen anzusehen ist.
1668 übernahm die Stadt Greifswald mit Ausnahme eines Freischulzenhofes den Besitz an Ort und Ländereien.

### Hinrichshagen-Chausseesiedlung

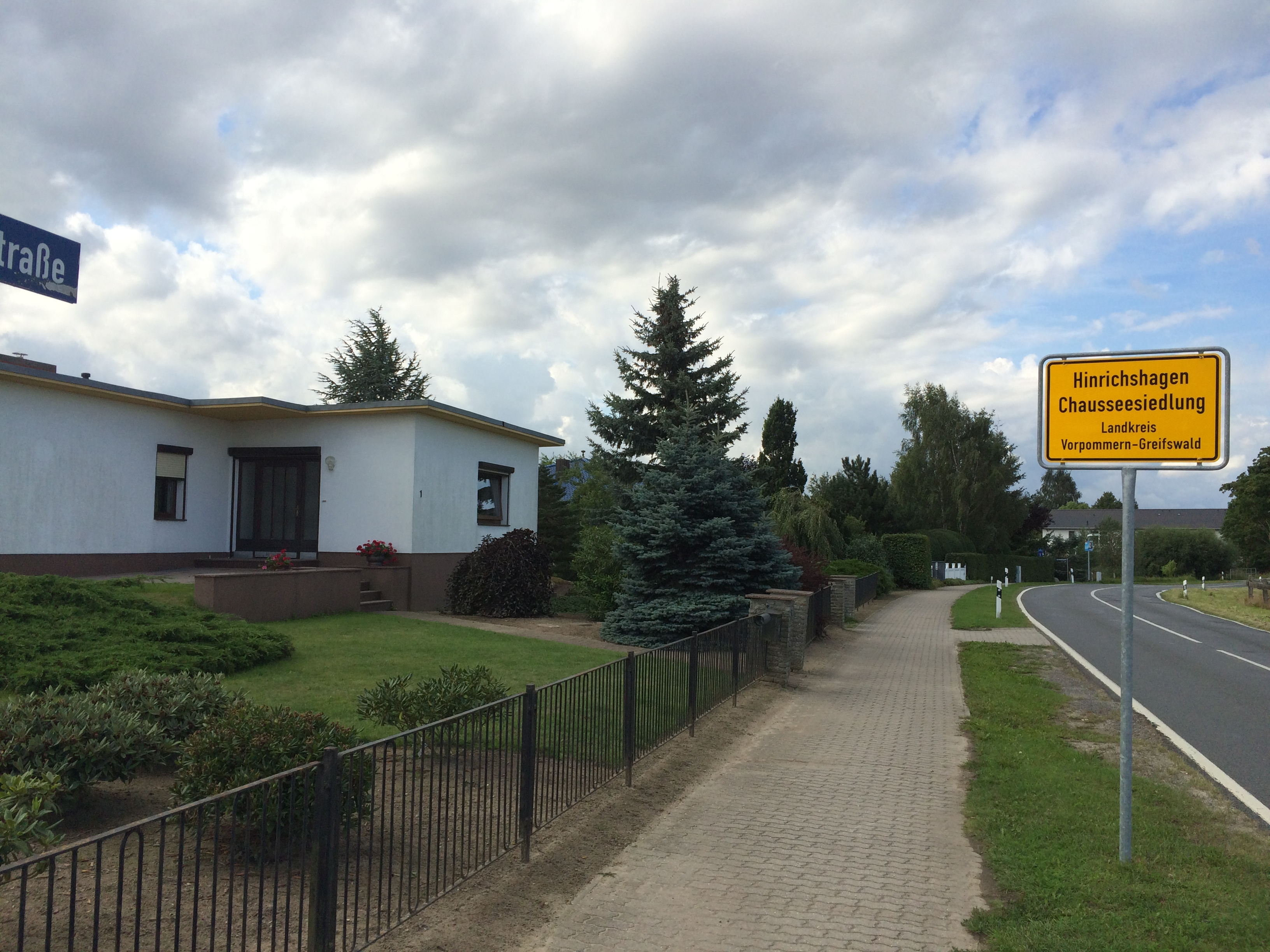
Chauseesiedlung in Hinrichshagen

Die Chausseesiedlung gab es laut Messtischblatt von 1920 (Nachträge bis 1945) zu der Zeit nicht, erst in modernen topografischen Karten, beginnend mit der Topografischen Karte 1:10.000 (TK 10) der DDR. Die Chausseesiedlung wurde mit den anderen Ortsteilen nach 1972 und nach 1990 wegen seiner Funktion im „Speckgürtel“ Greifswalds zum beliebten Eigenheimgebiet.

### Hinrichshagen-Feldsiedlung
Auch die Feldsiedlung gab es laut Messtischblatt von 1920 (Nachträge bis 1945) zu der Zeit nicht, erst in modernen topografischen Karten wird es genannt, beginnend mit der Topografischen Karte 1:10.000 (TK 10) der DDR. Die Feldsiedlung wurde mit den anderen Ortsteilen nach 1972 und nach 1990 wegen seiner Funktion im „Speckgürtel“ ebenfalls zum beliebten Eigenheimgebiet.

### Hinrichshagen-Heimsiedlung
Die Heimsiedlung hieß laut Messtischblatt von 1920 (Nachträge bis 1945) bis dahin Hinrichshagen Hof. Es wurde 1606 als Heinrichshagen genannt. Als solches wurde es bereits im Preußischen Urmesstischblatt (PUM) von 1835 genannt.
Hinrichshagen-Hof war ein Rittergut und gehörte zuerst als Freischulzenhof zum Kloster Eldena. Nach der Reformation und der folgenden Säkularisation war es fürstliches Amtsdorf. Herzog Philipp Julius gab es 1606 an Amtshauptmann (1606–1619) zu Eldena Achatz von Rhaden für seine Verdienste. Seine Nachkommen hatten es bis 1728, sie verkauften an Generalmajor Freiherrn von Kirchbach, der hatte es bis 1788. Es folgte 1788 bis 1823 Hauptmann von Bärenfels, dann F. Meyer und 1852 dessen Schwiegersohn Hauptmann a. D. Benno von Lilienthal (1818–1859) aus Pasewalk stammend, verheiratet mit Minna Meyer (1829–1890), die zuletzt in Greifswald lebte. Waldemar von Lilienthal (1856–1892) aus Hinrichshagenhof wurde später Landrat in Emden. Nach 1859 wurde C. G. Wegner Pächter/Gutsinhaber. 1863 ging das Gut an Carl Friedrich Wilhelm von Behr auf Behrenhof. Zum Gut gehörte als Pertinenz seit 1708 das Gut Hohenmühl, die Güter blieben zumindest bis 1865 verbunden.
Hinrichshagen-Hof (jetzige Heimsiedlung) hatte 1865 87 Einwohner in 13 Familien. An Bauten waren vorhanden: 6 Wohn- und 7 Wirtschaftsgebäude.

### Hinrichshagen-Hof I
Siedlung ohne Namen als Ortsteil zu Hinrichshagen gehörend schon vor 1920 genannt, der Name Hinrichshagen Hof I erscheint erst in modernen topografischen Karten, beginnend mit der Topografischen Karte 1:10.000 (TK 10) der DDR. Die Siedlung Hinrichshagen Hof I wurde mit den anderen Ortsteilen nach 1972 und nach 1990 wegen seiner Funktion im „Speckgürtel“ der Hanse-Stadt Greifswald zum beliebten Eigenheimgebiet.

### Hinrichshagen-Hof II
Die Ortschaft Hinrichshagen Hof II hieß laut Messtischblatt von 1920 (Nachträge bis 1945) bis dahin Hinrichshagen Dorf.
Hinrichshagen-Dorf wurde als Hinrikeshaghen 1248 in einer Urkunde Herzog Wartislaw III. von Pommern-Demmin genannt. 1558 wurden Abgaben aus Hinrichshagen durch Herzog Philipp I. an die Universität Greifswald gegeben. Dies wurde 1563 durch seine Söhne Johann Friedrich, Bogislaw XIII., Ernst Ludwig, Barnim X. und Casimir VII. bestätigt.
Im Jahr 1668 ging Hinrichshagen-Dorf vollständig in den Besitz der Universität Greifswald über, nachdem es lange Auseinandersetzungen mit dem ritterschaftlichen Lehn von Hinrichshagen-Hof um die Abgrenzung der Ländereien gab. 1756 bestätigte die königliche Regierung von Schweden die Besitzungen der Universität Greifswald. Zwischen 1816 und 1859 wurden die Ländereien der Universität in Hinrichshagen-Dorf neu strukturiert, aus 6 Pachthöfen wurden nur noch 4 gemacht, diese aber größer als die ursprünglichen.
Hinrichshagen-Dorf hatte 1865 157 Einwohner in 31 Familien. An Bauten waren vorhanden: 1 Schule, 15 Wohn- und 30 Wirtschaftsgebäude. Es gab noch ein öffentliches Gebäude im Dorf, das war der Armenkaten.

### Neu Ungnade

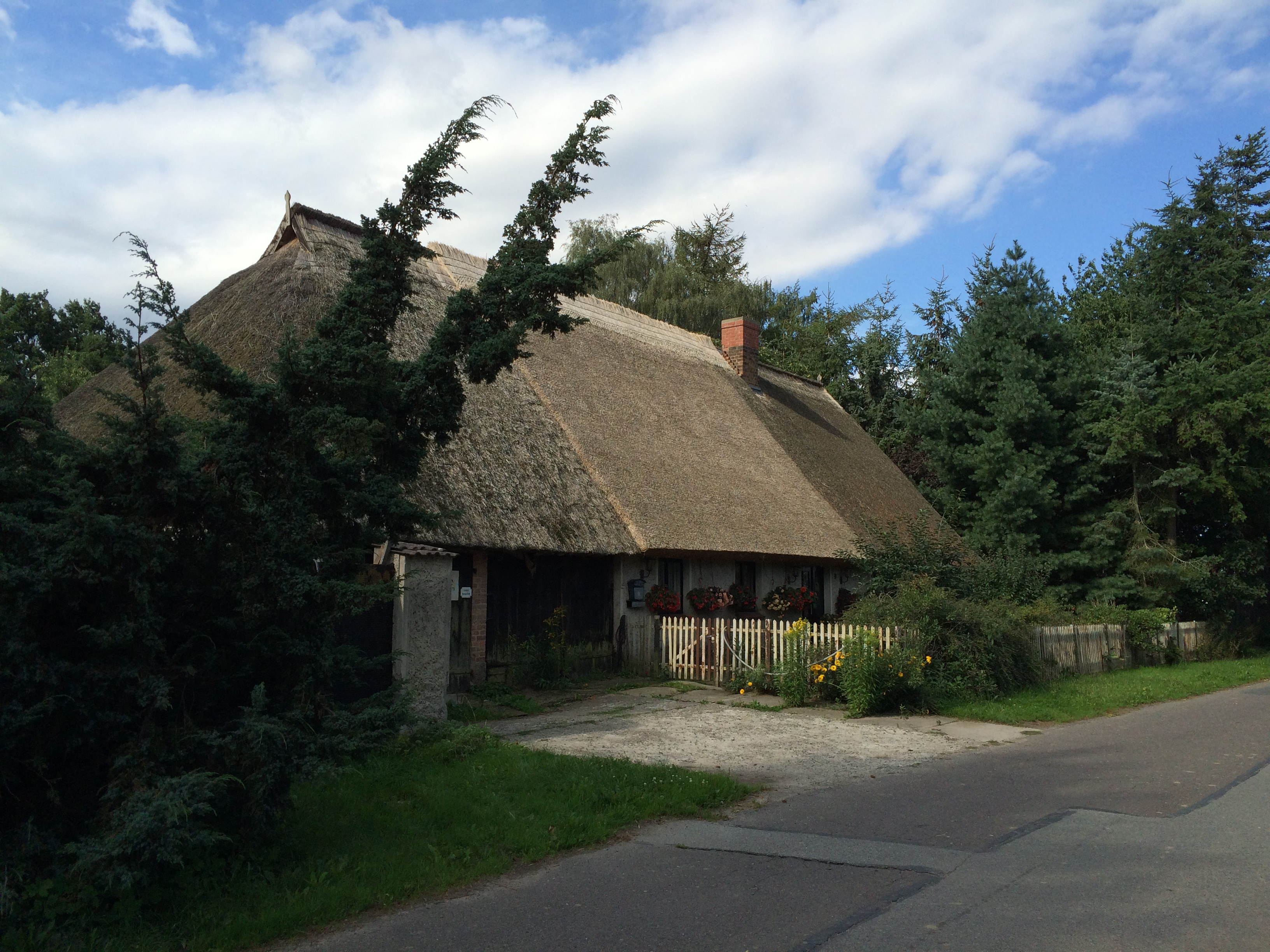
Dorfstraße in Neu Ungnade

Ungnade wurde 1280 erstmals urkundlich in einer Besitzurkunde des Klosters Eldena erwähnt. Das nahe gelegene Kloster Eldena ließ zu Beginn des 13. Jahrhunderts die in ihrem Besitz befindlichen Gebiete nördlich und südlich des Rycks urbar machen. Nach der Säkularisation des Klosters Eldena erhielt die Universität Greifswald viele der Güter und Dörfer.
Diese teilte 1786 den Ort Ungnade in drei Teile: Hof Boltenhagen, Alt Ungnade und Neu Ungnade. 1788 wurde der Ort dann als „Neuungnade“ schriftlich erwähnt. Seit 1815 wurde es als Kolonie von Alt Ungnade geführt. Es waren 12 Kolonistenstellen, die auf Zeitpacht von der Universität angesiedelt wurden.
Neu-Ungnade hatte 1865 62 Einwohner in 14 Familien. An Bauten gab es: 12 Wohn- und 13 Wirtschaftsgebäude.
Noch heute sind entlang der Straße die kleinen Kolonistenhöfe erkennbar.
Buchenberg (Wohnplatz)
Siedlung ohne Namen als Ortsteil zu Hinrichshagen gehörend schon vor 1920 genannt, der Name Buchenberg taucht erst in modernen topografischen Karten auf, beginnend mit der Topografischen Karte 1:10.000 (TK 10) der DDR.
Hohenmühl – Cresniz (Wüstung)
Cresniz wurde als molendinum Cresniz 1248 erstmals urkundlich genannt. Der urslawische Name bedeutet „Schlagen und Reiben“ (Feuer machen). Es war eine alte Wüstung, darauf wurde der Gutshof Hohenmühl angelegt. Hohenmühl wurde dann erstmals 1361 als homüle und erst 1735 mit dem richtigen Namen urkundlich genannt. Dieser Ort wurde dann nochmals nach dem Jahr 2000 wüst.
Hohenmühl war wohl um 1300 nur ein Wassermühlengrundstück für das Kloster Eldena. 1401 gab das Kloster die Mühle auf und verkauft das Grundstück an Greifswalder Bürger, die dann oftmals wechselnd bis 1708 im Besitz blieben. zwischenzeitlich wurde um 1520 der Mühlenbetrieb wegen Wassermangel wesentlich eingeschränkt. Nach 1708 kaufte Generalmajor von Kirchbach das Anwesen, dadurch wurde es ein Rittergut. Es war seitdem auch Pertinenz zu Hinrichshagen-Hof (jetzige Heimsiedlung) und war seit 1865 im Besitz von Freiherrn Felix C. W. von Behr-Bandelin.
Die Mühle war seit dem Dreißigjährigen Krieg ganz stillgelegt, weil nicht mehr genug Wasser im Mühlenfließ vorhanden war. Das Wasser wurde zum ständigen Füllen der Festungsgräben von Greifswald abgeleitet.
Das Anwesen wurde mit seiner Umgebung und dem Gutspark zum Ausflugsziel der Greifswalder.
1865 hatte Hohenmühl 17 Einwohner in 4 Familien. An Bauten gab es: 2 Wohn- und 5 Wirtschaftsgebäude.
Der Ort ist noch in der Kreiskarte Greifswald von 1937 und in der Pommernkarte von 1954 verzeichnet, wann er gänzlich aufgegeben wurde, ist zwar von Niemeyer mit 2000 angegeben, aber anzunehmen ist, dass das nach 1970 mit der Umgestaltung der Landwirtschaft (LPG) passierte. Die letzte offizielle Nennung erfolgte 1978.
Marquardeshagen (Wüstung)
Marquardeshagen wurde mit gleichem Namen 1250 erstmals und einzig malig urkundlich genannt. Es ist eine frühdeutsche Hagengründung, also Rodungssiedlung. Es taucht im Greifswalder Stadtbuch auf und wurde nach Pyl wohl mit dem ursprünglichen Hinrichshagen überbaut.

## Politik

### Gemeindevertretung und Bürgermeister
Der Gemeinderat besteht (inkl. Bürgermeister) aus 9 Mitgliedern. Die Wahl zum Gemeinderat am 26. Mai 2019 hatte folgende Ergebnisse:
Am 26. September 2021 wurde ein neuer Bürgermeister gewählt.:
| Partei/Bewerber       | Prozent | Sitze |
| --------------------- | ------- | ----- |
| CDU                   | 85,99   | 7     |
| Einzelbewerber Köhler | 14,01   | 1     |

Bürgermeister der Gemeinde ist seit dem 24. November 2021 Thomas Wellendorf (CDU), er wurde mit 65,85 % der Stimmen gewählt.

### Wappen, Flagge, Dienstsiegel
Die Gemeinde verfügt über kein amtlich genehmigtes Hoheitszeichen, weder Wappen noch Flagge. Als Dienstsiegel wird das kleine Landessiegel mit dem Wappenbild des Landesteils Vorpommern geführt. Es zeigt einen aufgerichteten Greifen mit aufgeworfenem Schweif und der Umschrift „GEMEINDE HINRICHSHAGEN * LANDKREIS VORPOMMERN-GREIFSWALD“.